# Chuave jezik
Chuave jezik (ISO 639-3: cjv; Tjuave), transnovogvinejski jezik PNG-vinejske provincije Simbu. Govori ga oko 23 100 ljudi (Wurm and Hattori 1981) iz plemena Chave. Postoji više dijalekata: Elimbari, Kebai, Gomia, Chuave, Sua, od kojih je Kebai donekle drugačiji ali razumljiv. 
Chuave s još šest drugih jezika čini podskupinu chimbu. Dijalektom sua govori 4 290 ljudi (1962 Wurm).

## Vanjske poveznice
- Ethnologue (14th)
- Ethnologue (15th)